# Nordic Green Energy
Switch Nordic Green AB, mer känt under varumärket Nordic Green Energy, är ett företag som verkat inom elhandel på den nordiska marknaden sedan 2000.

## Historik
Företaget grundades år 2000 som Kraft & Kultur. Företaget erbjöd inte bara el från vatten- och vindkraft utan arbetade även inom kultursektorn. I november 2011 avslöjades att företagets dåvarande VD Boris Benulic förskingrat stora belopp som försvunnit ur företaget. Han dömdes för grovt svindleri och grovt bokföringsbrott.
Under 2012 omstrukturerades företaget och fokuserades på handel med el. Under 2012 upphörde Kraft & Kultur med kulturverksamheten. I december 2012 nylanserade ägarna Troms Kraft företaget i det nya namnet Nordic Green Energy och har sedan dess helt koncentrerat sig på försäljningen av förnybar el. Nordic Green Energy var först i Sverige med att endast erbjuda el från förnybara källor.

## Om företaget
Affärsidén är att erbjuda "förnybar el", det vill säga energi från förnybara energikällor till privatkunder, företag och offentlig sektor i Norden. Huvudkontoret och bolagets säte ligger i Stockholm. Den finska filialen etablerades 2008 och har sitt huvudkontor i Vasa.
I oktober 2020 blev Nordic Green Energy uppköpta av norska Fjordkraftsom sedan 2022 är en del av Elmera Group.Koncernen Elmera Group räknas till en av de största elhandelskoncernerna i Norden med mer än 1 miljon kunder. Elmera Group ASA (tidigare Fjordkraft Holding ASA) är börsnoterat på Oslobörsen och omsatte 15,2 miljarder NOK under 2021.I Elmera Group ASA ingår även Fjordkraft, Trøndelagkraft och Gudbrandsdal Energi.  

### Tjänster
Företaget levererar el till privatkunder, företag och offentlig sektor i Sverige och Finland. Av den el som Nordic Green Energy levererar i Sverige kommer 78,3% från vattenkraft, 12,7% från vindkraft, 8,1% från bioenergikraft och 0,9% från solkraft (2022). Nordic Green Energy var först i Sverige med att bli certifierat av EKOenergy, en internationell märkning för förnybar el. I Sverige erbjuds kunderna även el märkt med Bra Miljöval som tilläggstjänst. Bra miljöval är Svenska Naturskyddsföreningens märkning.